# Ipolyság vasútállomás
Ipolyság vasútállomás egy szlovákiai fejállomás, amit a ŽSR üzemeltet.

## Vasútvonalak
Az állomást az alábbi vasútvonal érinti:
- Zólyom–Csata-vasútvonal

1960. előtt kapcsolódott hozzá Drégelypalánk vasútállomásnál a a Vác–Balassagyarmat-vasútvonal is egy felszedett 6 km hosszú Ipolyság–Balassagyarmat-vasútvonalon át. Az állomás azóta fejállomás.

## Kapcsolódó állomások
A vasútállomáshoz az alábbi állomások vannak a legközelebb:
- Gyerk megállóhely
- Ipolyvisk megállóhely